# ウルトラブラスト
「ウルトラブラスト」は、2018年2月14日にキングレコードから発売されたST☆RISHの5枚目のシングル。

## 概要
前作「マジLOVEレジェンドスター」から1年5ヶ月ぶりのシングル。2019年公開予定のアニメ映画『うたの☆プリンスさまっ♪ マジLOVEキングダム』の挿入歌として起用された。公開1年以上前から劇中で使われるオリジナル曲が先行発売されるのは史上初の試みであり、崖の上のポニョの「崖の上のポニョ」の公開8ヶ月前リリースを大幅に上回るアニメ映画史上歴代最速での先行発売となる。
カップリング曲の「ファンタジック☆プレリュード」は、第4期『うたの☆プリンスさまっ♪ マジLOVEレジェンドスター』第1話の挿入歌として使われた「夢を歌へと…！」のST☆RISHパートを抜き出し、追加パートを加えたものとなっている。
初回限定特典として、2018年5月にメットライフドームで開催されるST☆RISHのファンミーティング「Welcome to ST☆RISH world!!」のプレミア先行抽選申し込みコードが封入される。

## チャート成績
2月13日付のオリコンデイリーランキングでは4.6万枚を売り上げ3位にランクイン。デイリーでキャラクター名義の作品が4万枚を越えた初のシングルとなった。その後も6日連続でデイリー3位以内を守り切り、初週最終日の2月18日付では、0.8万枚を売り上げ1位に浮上した。2月26日付オリコン週間シングルランキングで11.4万枚を売り上げて2位にランクイン。QUARTET NIGHTの「God's S.T.A.R.」の10.8万枚を上回り、当時のキャラクター名義のシングルの最高初動記録を更新した。また、「マジLOVE2000%」の累計7.7万枚を抜き、ST☆RISHのシングルで最も売上の高い作品となった。
ビルボードにおいてもHot Animationで1位を獲得した。
このような高いセールスを記録した背景に、「ST☆RISHへの感謝を形にして届けたい」「ST☆RISHにゴールドディスクを」と願うファンの間で購買運動が発生したことが挙げられる。その願い通り、3月10日にST☆RISH初のゴールドディスクに認定された。
また、2018年7月7日、「ST☆RISHに感謝を伝えたい」という思いから、QUARTET NIGHTの「God's S.T.A.R.」が記録したうたプリ最高累計売上記録を抜くべく、追いウルトラブラスト略して「追いブラ」という購買運動がファンの中で始まった。7月7日オリコンデイリーランキングでは2位に浮上した。。また、前回の購買運動では累計売上1位に届かなかった事から、同年7月20日に再び購買運動が行われ、その結果当時のキャラ名義シングル最高初動記録を更新し、男性キャラ名義累計歴代1位も更新した。この売上はうたプリ関連CD最高売上も更新。ビルボードHot100では総合45位、Twitter4位を記録。Hot Animationでは総合10位Twitter1位を記録。なお7月20日に行った理由はST☆RISH結成（マジLOVE1000%発売）7周年であるため。(その後QUARTET NIGHTの「FLY TO THE FUTURE」が記録を更新した)

## 収録曲
1. ウルトラブラスト
作詞：上松範康、作曲：藤田淳平、編曲：笠井雄太
  - アニメ映画『うたの☆プリンスさまっ♪ マジLOVEキングダム』挿入歌
2. ファンタジック☆プレリュード
作詞・作曲：上松範康、編曲：藤間仁
3. ウルトラブラスト（instrumental）
4. ファンタジック☆プレリュード（instrumental）